# San José Cushipac
San José Cushipac är en ort i Mexiko.   Den ligger i kommunen Tecpatán och delstaten Chiapas, i den sydöstra delen av landet, 700 km öster om huvudstaden Mexico City. San José Cushipac ligger 518 meter över havet och antalet invånare är 259.
Terrängen runt San José Cushipac är huvudsakligen kuperad, men österut är den bergig. Runt San José Cushipac är det ganska tätbefolkat, med 58 invånare per kvadratkilometer. Närmaste större samhälle är Tecpatán, 4,7 km söder om San José Cushipac. I omgivningarna runt San José Cushipac växer huvudsakligen savannskog.